# Sukonnaja Sloboda
Sukonnaja Sloboda (in russo:Суконная Слобода) è una stazione situata sulla Linea Central'naja, la linea 1 della Metropolitana di Kazan. È stata inaugurata il 27 agosto 2005